# Unione dei Principati rumeni

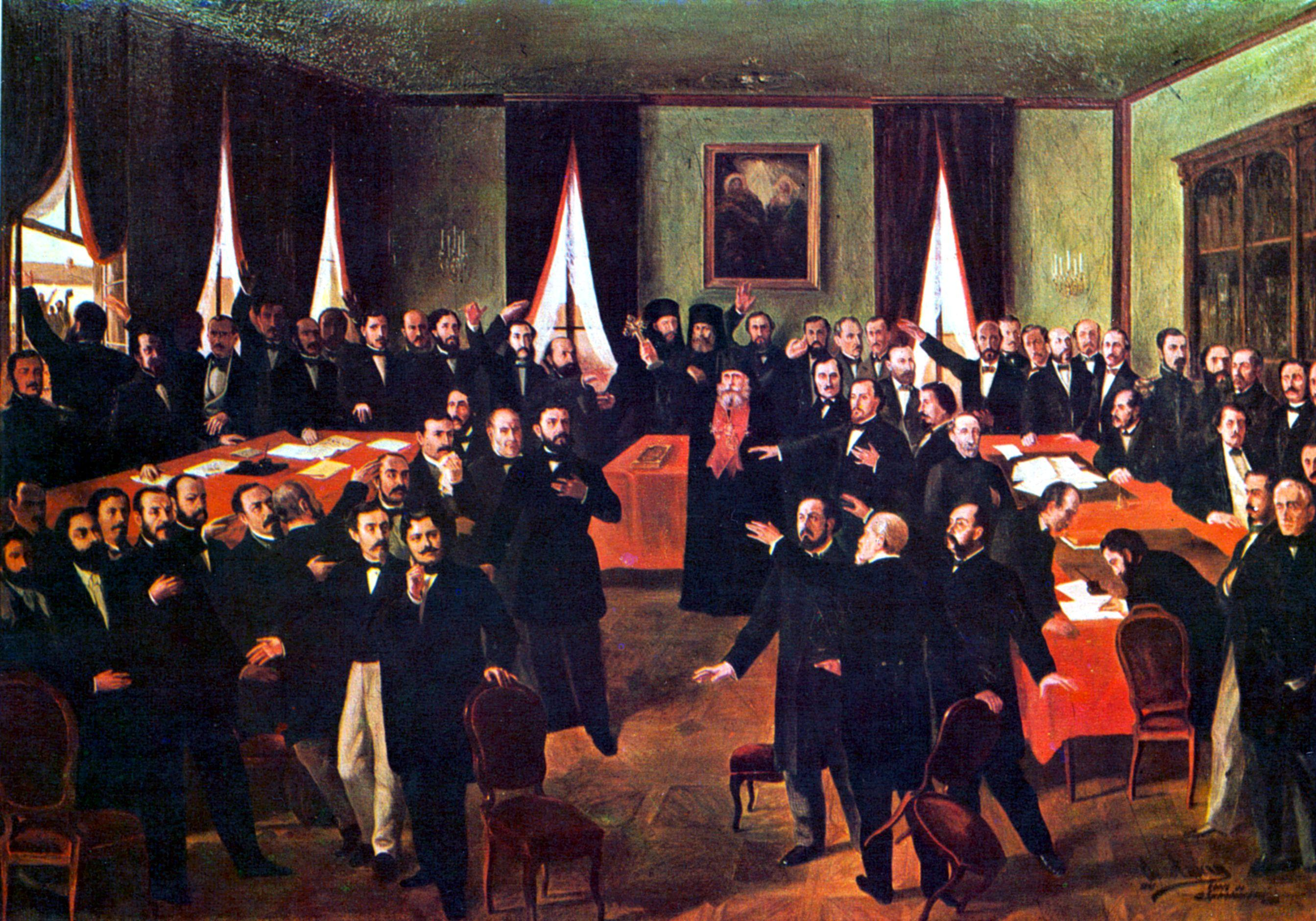
Dipinto di Theodor Aman "Proclamazione dell'Unione"

Bandiera dei Principati Uniti di Romania (1862-1866)

L'Unione dei Principati rumeni (o unione dei Principati danubiani) è stato il processo di formazione dello stato di Romania dal 1858 al 1861, che risultò dall'unificazione dei principati danubiani (Valacchia e Moldavia senza la Bessarabia) in un unico stato e si concluse con la nascita dei Principati Uniti di Valacchia e Moldavia. L'emergere di un nuovo stato fu riconosciuto dall'Impero ottomano nel 1861. 
Nella storiografia romena l'evento è conosciuto come la Piccola Unione (in romeno Mica Unire) e si differenzia dalla "Grande Unione" che si realizzò quando Transilvania, Bessarabia e Bucovina entrarono a far parte della Romania.
Il processo iniziò con l'adozione del Regolamentul organic tra il 1831 e il 1832 in Muntenia e Moldavia, che sanciva la necessità dell'unificazione politica, seguita da accordi doganali tra il 1833 e il 1835 e la liquidazione delle dogane tra i due paesi dal 1º gennaio 1848 , durante il regno di Mihail Sturdza e Gheorghe Bibescu. L'esito della guerra di Crimea frenò temporaneamente le ambizioni geopolitiche dell'Impero russo sul basso Danubio, non consolidando di fatto l'Impero ottomano da cui dipendevano i principati, e creando così un contesto favorevole all'unificazione.  Il voto popolare a favore dell'unione in entrambi i paesi, risultante dal divan ad hoc nel 1857, portò alla Convenzione di Parigi del 1858, un accordo tra le Grandi Potenze, che accettava un'unione più formale tra i due paesi, con governi diversi e con alcune istituzioni comuni. All'inizio del 1859, il leader unionista moldavo Alexandru Ioan Cuza fu eletto sovrano della Moldavia e della Valacchia, un atto che portò i due stati in un'unione personale. Nel 1862, con l'aiuto degli unionisti dei due paesi, Cuza unificò il Parlamento e il Governo, realizzando l'unione politica. Dopo la sua rimozione dal potere nel 1866, l'unione fu consolidata dal suo successore, il principe Carol di Hohenzollern-Sigmaringen, e la costituzione adottata quell'anno chiamò il nuovo stato Romania.

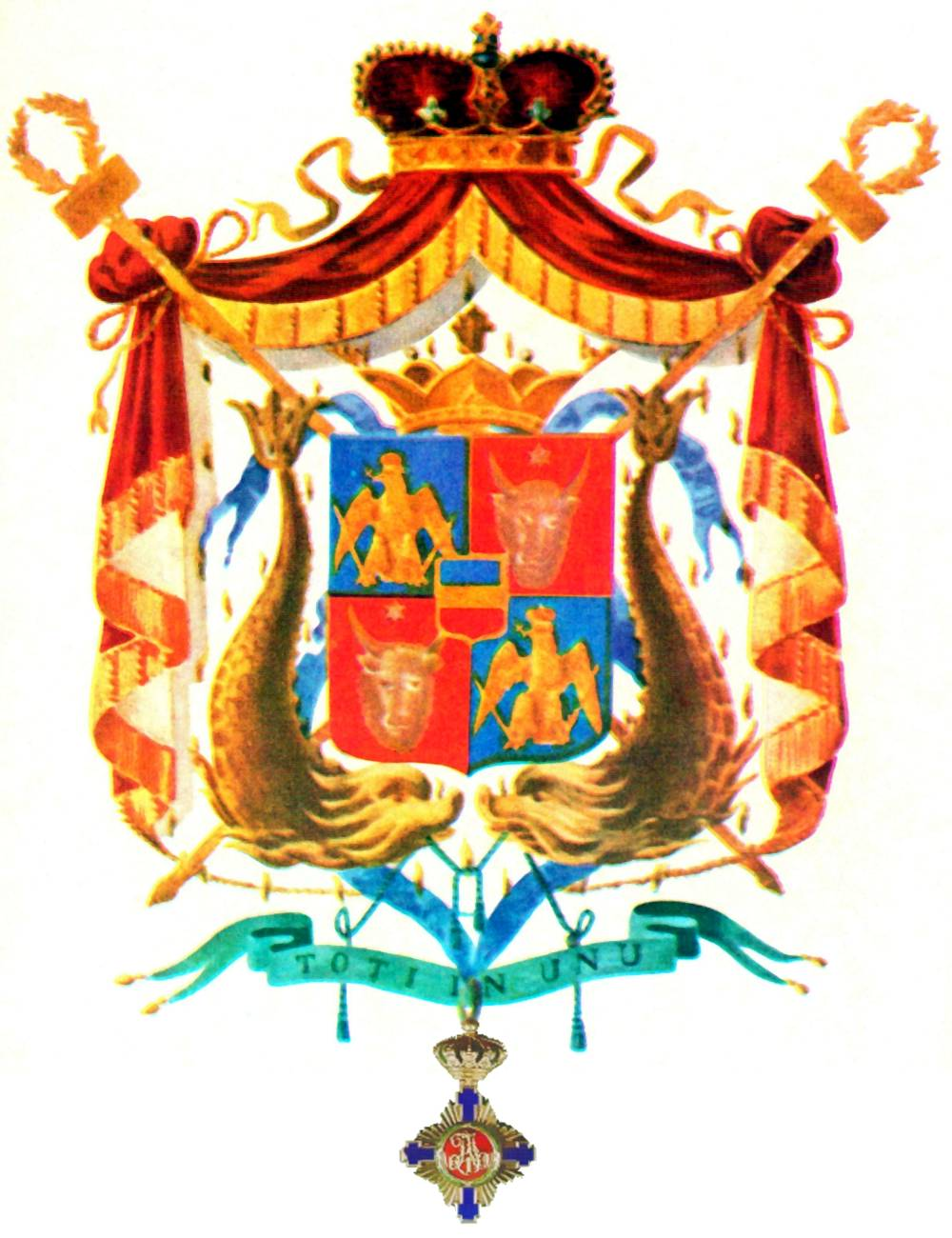
Stemma dei Principati Uniti di Valacchia e Moldavia. Gli stemmi dei principati erano combinati allo stesso modo; lo scudo centrale dei colori della bandiera di stato simboleggiava l'unità dello stato.

## Contesto

### Contesto geopolitico
L'idea dell'Unione di Moldavia e Valacchia, avanzata fin dal XVIII secolo, divenne, dopo la guerra di Crimea (1853-1856) un argomento di grande dibattito politico, sia nei due Principati che a livello internazionale. La situazione esterna era favorevole: la sconfitta della Russia e l'egemonia politica della Francia fornirono un contesto favorevole alla realizzazione del progetto, tanto più che Napoleone III, imperatore dei francesi, desiderava una roccaforte orientale favorevole alla sua politica, che controbilanciasse l'espansione russa e contribuisse, insieme all'Italia, a minare o addirittura a disintegrare la monarchia austro-ungarica.

### Formazione del movimento di liberazione nazionale

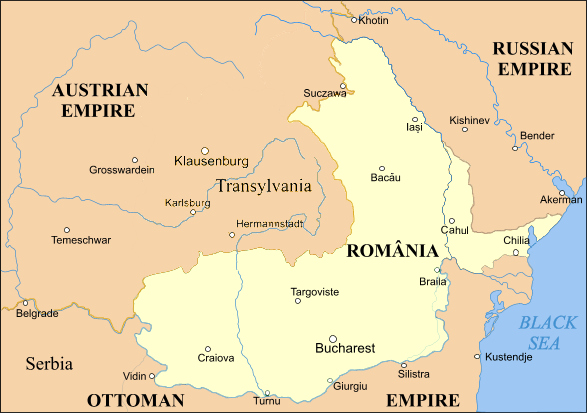
I Principati Uniti di Moldavia e Valacchia

I Principati danubiani e la Transilvania, sorti nel Medioevo, erano strettamente legati da un punto di vista culturale ed economico. Dopo la conquista ottomana della Valacchia e della Moldavia, questi principati cercarono insieme di ottenere l'indipendenza. Da ciò l'idea nazionale nei principati danubiani si basò per molto tempo sulla liberazione dal vassallaggio turco-ottomano.
Nonostante le somiglianze tra gli abitanti della regione, sussistevano delle differenze che molto spesso erano culturali e linguistiche, nei rituali, e così via. Pertanto, la popolazione dei principati in Vrancea, nel Banato, in Valacchia, in Moldavia, in Transilvania, fino al XIX secolo non era considerata omogenea. Inoltre, le autorità turche esercitavano pressioni politiche e culturali sui principati e il greco era utilizzato come lingua ufficiale. Allo stesso tempo, nella società rumena era in corso una lotta interclassista. La questione terriera era acuta, poiché gli stati restavano le appendici agrarie dell'Europa. Per questo motivo, si verificavano spesso rivolte e insurrezioni contadine. La situazione era aggravata dalla debolezza stessa dell'Impero ottomano, di cui facevano parte Valacchia e Moldavia. A causa della crisi generale dell'impero, l'economia dei principati danubiani era in sofferenza.
Pavel Dmitrievič Kiselëv nominato dalle autorità russe dopo la guerra russo-turca nel 1829 come amministratore dei principati danubiani, avviò le riforme. Si formarono i parlamenti dei principati (in valacco Adunari Obshteasca), fu introdotto il Regulamentul Organic (legge organica quasi-costituzionale) e il potere fu suddiviso. Nonostante ciò, le riforme non migliorarono la posizione della classe media della popolazione, poiché il governo degli stati era ancora lasciato alla classe dei boiardi. Allo stesso tempo, la Turchia perse il diritto di interferire negli affari interni dei principati, riconoscendo de facto la loro indipendenza.

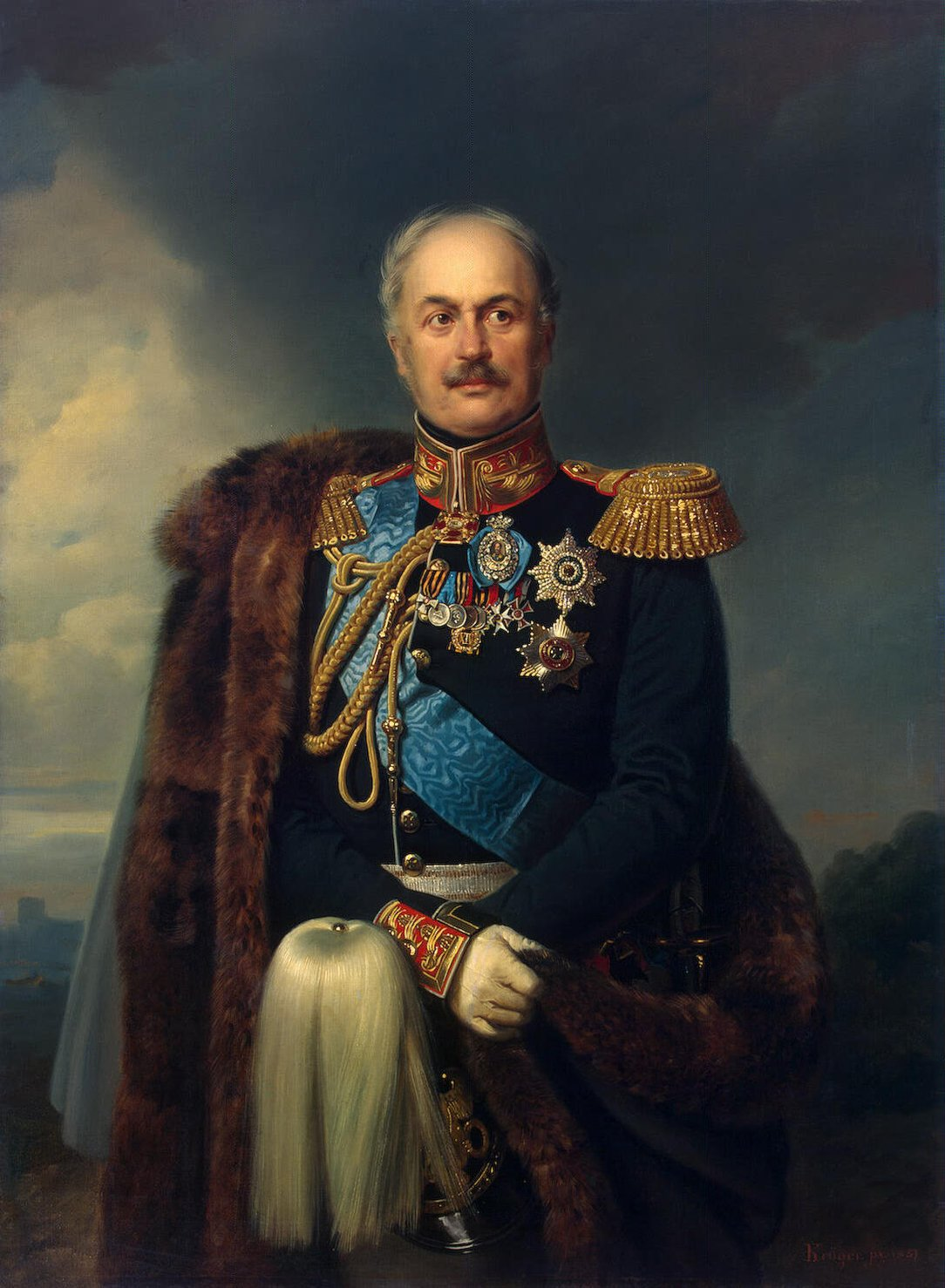
Pavel Dmitrievich Kiselev

Sotto Kiselev, continuò la formazione dell'intellighenzia rumena, che si rese conto della necessità di riforme più ambiziose in tutte le aree. Pavel Kiselev era fedele alla rinascita culturale della Valacchia e della Moldavia, e ciò permise di rafforzare la posizione dei sostenitori della separazione di Valacchia e Moldavia dall'Impero ottomano. Così, all'inizio del XIX secolo, si formò nei principati danubiani un movimento liberale di liberazione nazionale. I sostenitori di questo movimento si posero due obiettivi principali: separare Valacchia e Moldavia dall'Impero ottomano e realizzare le trasformazioni democratiche nei principati. L'unificazione dei principati danubiani in un unico stato fu relegata in secondo piano.
Nel 1834 Kiselev perse i suoi poteri e fu sostituito in Valacchia da Alessandro II Ghika e in Moldavia da Mikhail Sturdza. Questi capi governarono in condizioni completamente nuove, da quando nei Principati danubiani apparvero parlamenti e i "regolamenti organici". Entrambi i governanti iniziarono a competere con i parlamenti, poiché assunsero alcuni dei poteri. Negli anni '40 dell'Ottocento aumentò la corruzione delle autorità, iniziò l'arbitrarietà burocratica. In tali condizioni, si andavano formando organizzazioni che si sforzavano di cambiare il regime politico nei principati danubiani.
Il movimento di opposizione nei Principati danubiani era rappresentato da tre organizzazioni: "Fretsie", "Associazione Patriottica" e "Società degli studenti romeni di Parigi ". Tutte le organizzazioni furono perseguitate dalla polizia e l'"Associazione Patriottica" fu liquidata dalla polizia valacca. Le due organizzazioni rimanenti svilupparono programmi per le riforme liberali in Valacchia e Moldavia. La "Società degli studenti romeni di Parigi" si unì alla "Fretsie" e si formò un potente gruppo di opposizione. Successivamente, i rappresentanti della classe operaia iniziarono ad affiancarvisi.
Fretzie non ebbe un unico programma per molto tempo. Diverse furono le proposte ricevute dai suoi membri, dall'introduzione di una monarchia costituzionale alla completa unificazione dei principati danubiani, fino alla proclamazione di una repubblica. Il movimento era diviso in due fazioni: liberali e radicali.

### Rivoluzione e primo tentativo di unione

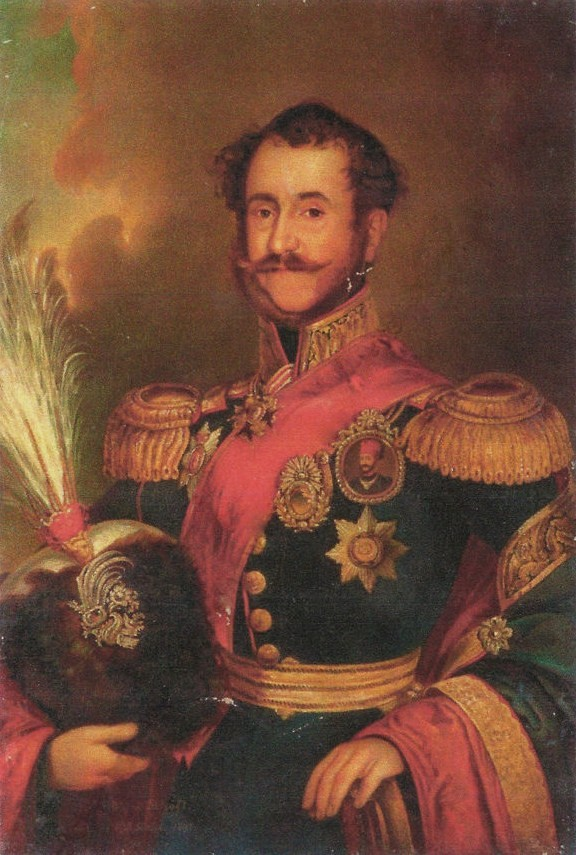
Mihail Sturdza

La lotta interclassista nella società rumena e il desiderio dell'intellighenzia di realizzare le riforme liberali giocarono un ruolo importante nell'unificazione dei principati danubiani. Per tutto il 1840, il movimento nazionale rumeno si basò sulle idee del liberalismo. C'era anche una grande influenza dall'estero, in particolare dalla Francia dove si trovava anche la maggior parte dei membri del "Fretsie", poiché temevano persecuzioni nella loro patria.
Anche prima del 1848, Ion Ghica, associato a Fretzie, visitò il sovrano moldavo Sturdze con la proposta di rimuovere Ghica dal trono valacco e proclamare un unico stato valacco-moldavo. Sturdza non prese sul serio l'offerta e rifiutò.
Dopo la siccità del 1847, che provocò malcontento tra i contadini, la crisi economica e la proclamazione della repubblica in Francia nel 1848, i rivoluzionari romeni e moldavi si resero conto che era giunto il momento di agire. La prima rivoluzione ebbe luogo in Moldavia. Lì, il 27 marzo, a Iasi, all'Hotel Petersburg, dove si teneva una riunione dei boiardi liberali, si decise di consegnare al sovrano una "Petizione-Proclama", che delineava le richieste dei ribelli. Sorpreso, Sturdza accettò la petizione, ma in serata ritirò la sua decisione e inviò truppe all'hotel. Dopo brevi scontri, avvennero una serie di arresti in tutto il Paese. Alcuni dei rivoluzionari fuggirono in Austria-Ungheria.
Il movimento nazionale moldavo si stabilì nuovamente all'estero. Alcuni dei suoi rappresentanti si resero conto della necessità di consolidare gli sforzi con i rivoluzionari valacchi. Già all'estero furono pubblicati “I desideri del Partito nazionale della Moldova” e “I nostri principi per la riforma della patria”. Nel secondo documento, un punto a parte concerneva l'unificazione di Valacchia e Moldavia in un unico stato.

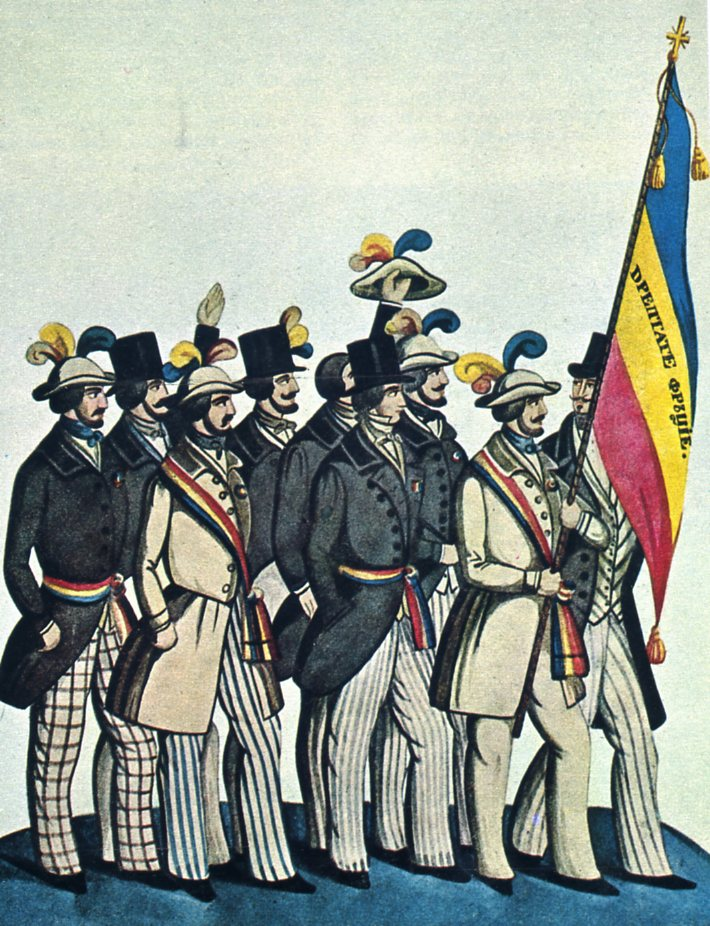
Residenti di Bucarest con una bandiera durante gli eventi del 1848.

In Valacchia, la rivoluzione ebbe più successo che in Moldavia. Il 9 giugno ebbe luogo la prima rivolta e già l'11 giugno il potere passò nelle mani dei ribelli. In seguito furono avviate le riforme, anche se la situazione nel paese rimase estremamente instabile. I rivoluzionari valacchi considerarono l'unione dei principati danubiani più seriamente di quelli moldavi. A margine del parlamento valacco, fu discussa la questione dell'unione dei principati ma non c'era unità tra la nuova leadership del paese. I boiardi conservatori non volevano affatto le riforme, le quali sotto la loro pressione divennero tiepide. Inoltre, l'unificazione dei principati non fu possibile, poiché in Moldavia la rivoluzione era già stata sconfitta.
Il 19 luglio l'esercito turco si introdusse in Valacchia e il 13 settembre i turchi passarono ad azioni energiche, reprimendo la rivoluzione. Il 15 settembre le truppe russe entrarono nel Paese.
Dopo la sconfitta, i rivoluzionari valacchi fuggirono in Transilvania, dove la questione nazionale era viva. Già dopo il 1849 si consolidò il movimento nazionale rumeno. Rendendosi conto dei loro errori, i riformatori misero in primo piano l'unificazione dei principati danubiani in un unico stato. L'attuazione delle riforme liberali fu pianificata sulla base del futuro stato.

### Dopo le rivoluzioni
Dopo la sconfitta delle rivoluzioni nei principati danubiani, gli emigranti rumeni nei paesi europei ("pașoptiști") lanciarono una lotta per l'unificazione dei principati sulla stampa e nell'arena politica. I propagandisti organizzarono discorsi pubblici, conferenze, pubblicarono opere individuali e articoli stampati sulla stampa europea per assicurarsi un ampio sostegno nella comunità europea e trasformare il problema rumeno in un problema internazionale.
Inoltre, il lavoro fu svolto con i giovani rumeni, che studiavano all'estero. Così, a Parigi, furono pubblicati in rumeno i giornali Zhunimya Romani e Republika Romani, dove furono promosse le idee dell'unità rumena. L'intellighenzia rumena svolse attività politica in Germania, Gran Bretagna, Impero ottomano e Francia. Il lavoro all'estero fu consolidato dagli sforzi di Nicolae Balcescu e Mihail Kogalniceanu. Dopo la guerra di Crimea, i metodi di lavoro cambiarono. Parte dell'intellighenzia tornò ai Principati danubiani dopo il 1854, quando le truppe russe partirono da lì. A Iași e Bucarest, con il sostegno di Kogalniceanu, furono pubblicati i giornali "Timpul", "Steaua Dunarii", "Romania Literare" e "Patria". Nei giornali il tema centrale era l'unità culturale dei principati e la necessità di creare una Romania unificata.

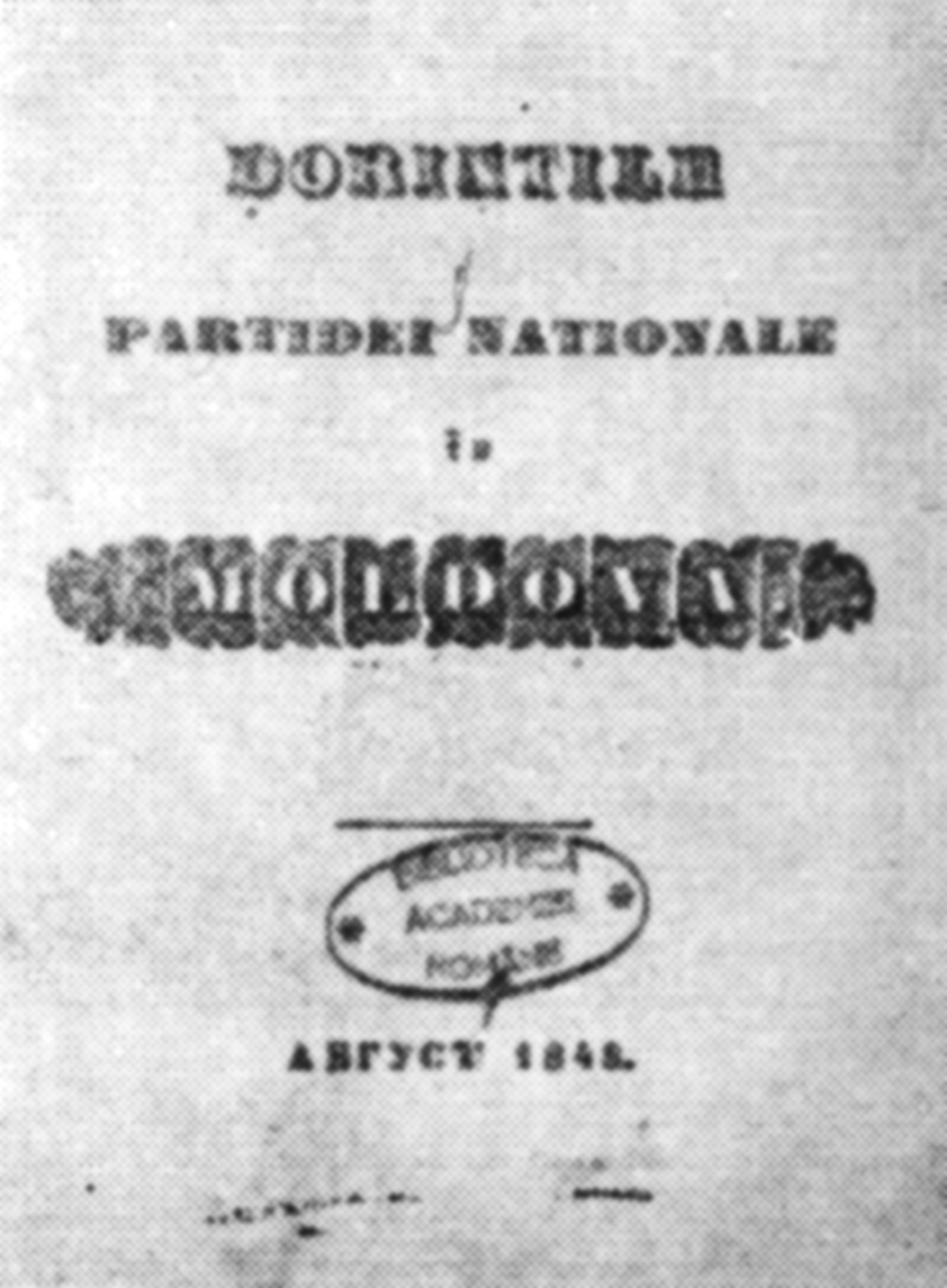
"Gli auguri del Partito Nazionale della Moldova" di Mihail Kogălniceanu

Nel frattempo, nei Principati danubiani si creò una situazione difficile. Il sistema feudale, mai abolito dalle rivoluzioni del 1848, influenzava lo sviluppo di questi stati. Il basso potere d'acquisto della popolazione, causato da un reddito insufficiente, e la ristrettezza del mercato interno ostacolavano lo sviluppo della Valacchia e della Moldavia. In tali condizioni, l'intellighenzia, che aveva preso parte alle rivoluzioni del 1848, e la borghesia liberale si unirono in un nuovo movimento unionista. Gli unionisti combatterono principalmente per l'unificazione dei principati e la rimozione della dipendenza dall'Impero ottomano e a loro avviso, ciò avrebbe potuto portare gli stati al di fuori dalla crisi e dare un impulso a un ulteriore sviluppo delle relazioni capitaliste. Gli unionisti cercarono di raggiungere il loro obiettivo con mezzi legali, con l'aiuto dell'Assemblea nazionale (in valacco Adunaria Obshteasca). I loro oppositori erano i "grandi" boiardi di mentalità conservatrice e i funzionari vicini ai governanti. La loro opposizione si spiegava in primo luogo con il timore di perdere i posti redditizi al potere nonché la lealtà del sovrano. I boiardi temevano inoltre che gli unionisti di mentalità liberale ricevessero il sostegno tra i contadini che avrebbero potuto privarli della loro terra.
Così, dopo la guerra di Crimea, sorsero in Valacchia e Moldavia due campi opposti: gli unionisti e i boiardi. Tutte le controversie e i disaccordi politici ruotavano attorno alla creazione di un unico stato rumeno.

## Unione dei Principati danubiani

### Secondo tentativo di unione
I principati danubiani dal 1829 erano sotto il controllo dell'Impero russo. Dopo la fine della guerra di Crimea, nel 1856, al Congresso di Parigi, si decise di privare la Russia dei diritti su Valacchia e Moldavia. Le decisioni prese dal Trattato di pace di Parigi (18/30 marzo 1856), prevedevano l'ingresso dei Principati rumeni sotto la garanzia collettiva delle sette potenze europee (Turchia, Francia, Inghilterra, Prussia, Austria, Russia, Sardegna) il trasferimento di tre distretti meridionali della provincia della Bessarabia (Cahul, Bolgrad e Ismail) al principato moldavo, l'invio nel Principato di una commissione europea con la missione di proporre "le basi della loro futura organizzazione", la libertà di navigazione sul Danubio, posto sotto controllo internazionale, ecc. Al Congresso di Parigi fu discussa la struttura postbellica della regione del Mar Nero, ma non fu presa alcuna decisione sulla questione dell'assetto della Valacchia e della Moldavia. Fu proposto di unire questi principati in un unico stato, ma questa idea non ricevette molto sostegno e in particolare la Turchia si oppose all'interferenza nei propri affari interni.

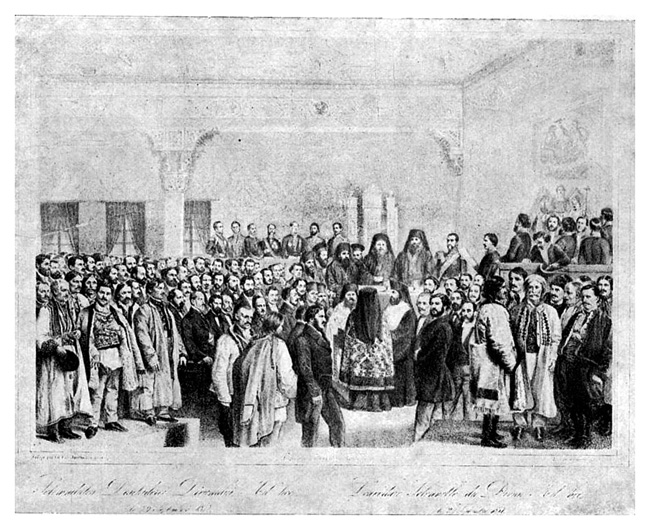
Uno dei divan ad hoc durante l'incontro

Spettò agli stessi abitanti dei principati di risolvere la questione rumena sotto la supervisione dell'Impero ottomano. Nel 1857 si sarebbero svolte le assemblee dei divan ad hoc, che avrebbero determinato il futuro dei principati. Questi divan erano comitati temporanei che venivano creati in casi emergenziali e per decidere solo su un tema. I residenti locali, che venivano eletti in questi comitati con voto popolare, decidevano su una determinata questione controversa tramite votazione. Immediatamente dopo la risoluzione della questione, i divan venivano dismessi con apposito decreto del sultano.
Furono quindi avviati i preparativi per le elezioni dei divan in Moldavia e Valacchia. Alla vigilia delle elezioni, in entrambi i principati furono creati comitati elettorali centrali sotto la supervisione delle autorità turche. La base dei comitati era composta da gruppi di unionisti. In Valacchia, il kaymakam era propositivo sul programma unionista, e cercò di promuovere lo svolgimento delle elezioni. In Moldavia si sviluppò la situazione opposta poiché le autorità locali si opposero all'unione dei principati. Con il sostegno della Turchia e dell'Austria-Ungheria, le liste elettorali in Moldavia furono falsificate e vennero esercitate pressioni sugli unionisti e sui candidati al divan. Il kaymakam moldavo, Nicolae Vogoride, nominato governatore della Moldavia poco prima delle elezioni, intrattenne una corrispondenza segreta con le autorità austriache per ottenere il sostegno alle elezioni truccate.
Nel maggio 1857, la moglie Ecaterina Vogoride rubò parte della corrispondenza segreta portata dal marito con i suoi parenti a Costantinopoli. In quelle lettere a Vogoride fu promesso il regno se fosse riuscito a sventare l'unione, falsificando le elezioni per il divan ad hoc. La corrispondenza fu smascherata dagli unionisti. Con l'aiuto di Costache Negri, le lettere compromettenti furono pubblicate sul quotidiano unionista "L'Etoile d'Orient", apparso a Bruxelles, creando una grande crisi diplomatica. Le traduzioni delle lettere di Vogoride apparvero presto anche in Moldavia. Quando il sultano Abdülmecid, con le assicurazioni dell'Austria imperiale, non annullò le elezioni, gli altri supervisori (Impero francese, Russia imperiale, Prussia e Regno di Sardegna) interruppero le relazioni diplomatiche con l'Impero ottomano il 4 agosto. Inghilterra e Austria furono dalla parte della Porta.
Le tensioni tra Inghilterra, Austria, che incoraggiarono la Porta a non accettare nuove elezioni, e gli altri stati partecipanti al Congresso di Parigi furono disinnescate dall'incontro di Osborne (dal 6 al 9 agosto) tra Napoleone III e la regina Vittoria.
Il 7 luglio 1857 si tennero le elezioni in Moldavia, ma furono boicottate dalla maggior parte della popolazione. In una situazione del genere, il Sultano fu costretto ad ammettere che Vogoride aveva falsificato i voti e indisse nuove elezioni. A seguito delle seconde elezioni, molti rappresentanti del movimento unionista entrarono nel divan moldavo.
Nel settembre dello stesso anno si tennero in Valacchia le elezioni per il divan. A differenza della Moldavia, non si verificarono incidenti del genere e alla fine di settembre nei principati i divan ad hoc furono operativi. In entrambi i divan, la stragrande maggioranza dei seggi apparteneva agli unionisti. Dal 22 settembre al 7 ottobre si svolsero in ogni principato 7 assemblee di divan (14 in totale). Nell'ultimo incontro in Moldavia, Mihail Kogalniceanu propose un progetto di risoluzione sulla questione romena:

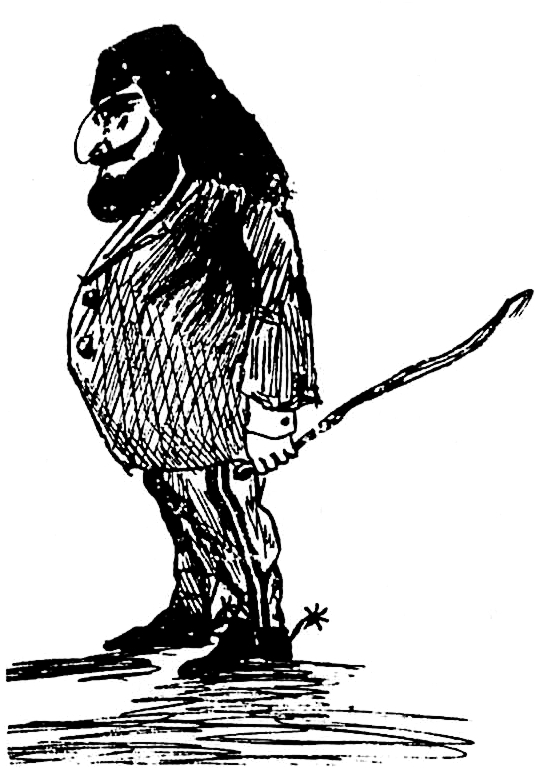
Caricatura del kaymakam moldavo Nicolae Vogoride

1. Conservazione delle autonomie dei Principati danubiani
2. L'unificazione dei principati in una nuova formazione statale: la Romania
3. Istituzione nel nuovo stato di una monarchia ereditaria, il cui fondatore sarebbe stato un rappresentante di una delle dinastie europee
4. Rispetto dell'integrità territoriale del nuovo Stato dalla Turchia
5. Formazione di un nuovo corpo di potere legislativo: un'unica Assemblea pubblica per entrambi i principati
6. Assicurazione della risoluzione da parte delle grandi potenze partecipanti al Congresso di Parigi

La risoluzione fu adottata con 81 voti favorevoli e 2 contrari. Il giorno successivo, l'8 ottobre, nell'ultima riunione in Valacchia, fu proposta all'esame una risoluzione simile, ma gli unionisti valacchi mancarono di 4 voti. In Valacchia, la risoluzione fu adottata all'unanimità. Subito dopo la fine delle riunioni dei divan, furono congedati da un apposito firmano del Sultano.

### Province unite
Nel 1858 si tenne a Parigi un altro incontro dei rappresentanti delle grandi potenze. Questa volta, uno dei temi principali fu la considerazione delle risoluzioni proposte l'anno precedente dai divan. Il congresso, che durò dal 10 maggio al 7 agosto, adottò una speciale Convenzione di Parigi sulla struttura dei principati danubiani. Nonostante la decisione presa, la convenzione non risolse del tutto la questione nazionale romena. La convezione previde:
1. Rinomina formale dei Principati danubiani nelle Province Unite di Valacchia e Moldavia e creazione di una commissione legislativa unica, di una corte di cassazione e di un esercito
2. Valacchia e Moldavia rimangono nella realtà stati separati con governanti diversi che sono eletti a vita dalle Assemblee Nazionali. Ogni sovrano deve avere ministri
3. Valacchia e Moldavia rimangono vassalli dell'Impero ottomano, ma allo stesso tempo sono soggetti alla garanzia collettiva delle grandi potenze
4. Sostituzione parziale dei regolamenti organici introdotti sotto Kiselyov con questa convenzione. Da adesso i governanti nella gestione dei principati sono guidati dalla convenzione delle grandi potenze.

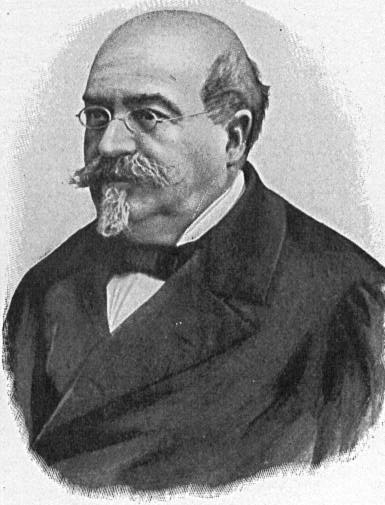
Mihail Kogălniceanu

Furono inoltre introdotti sistemi postali, doganali e monetari comuni. Nei principati fu creato un comitato generale, che aveva sede a Focșani e avrebbe pubblicato le leggi comuni ai principati. Per attuare le disposizioni della convenzione, in ogni principato furono creati comitati separati.
L'unione formale dei principati danubiani sotto la garanzia delle grandi potenze fu benefica per Gran Bretagna e Francia, che vedevano così rafforzare la loro influenza nei Balcani e nel decadente Impero ottomano. Dopo che l'Impero russo perse la guerra di Crimea e ritirò le sue truppe, i principati divennero dipendenti dagli stati dell'Europa occidentale. Dalla Valacchia e dalla Moldavia, il grano e le materie prime per la produzione industriale venivano esportati in occidente, e così divennero dipendenti dai capitali occidentali (in particolare britannici e francesi). Più tardi, Gran Bretagna e Francia ebbero in progetto di trovare per Valacchia e Moldavia un unico monarca a loro fedele, dopo di che sarebbe stata completata la semi-unificazione dei principati.
La convenzione adottata a Parigi non riportò agli unionisti l'attesa e immediata unificazione di Valacchia e Moldavia in un unico Stato. Si resero conto che la lotta per l'unificazione doveva essere portata avanti autonomamente e senza fare affidamento su altri stati. Con ciò, gli unionisti in seguito approfittarono della tiepida unificazione dei principati, formando sulle basi di uno stato integrale.

### L'elezione del sovrano nel 1859 e il terzo tentativo di unione
Nel 1859 si sarebbero tenute le successive elezioni dei monarchi di Valacchia e Moldavia. All'inizio dell'anno iniziarono in Moldavia la nomina e la discussione dei candidati. I due principali candidati al trono: erano Mikhail Sturdza, il vecchio sovrano, e suo figlio George. Inaspettata fu la proposta dei sostenitori del partito nazionale di fare di Alexandru Ioan Cuza il gospodaro. Dopo i negoziati, i membri del parlamento elessero Cuza come sovrano della Moldavia, che un mese dopo salì al trono moldavo.
Le elezioni del sovrano della Valacchia si svolsero contemporaneamente alle elezioni in Moldavia. I principali candidati al trono erano gli ex sovrani della Valacchia, i fratelli Gheorghe Bibescu e Barbu Știrbei. Tuttavia, gli unionisti locali ottennero il sostegno del partito nazionale della Moldavia e, dopo aver appreso che Cuza stava rivendicando il trono moldavo, lo nominarono candidato al trono rumeno. Il 24 gennaio iniziò a Bucarest la riunione dell'Assemblea nazionale. Allo stesso tempo, i sostenitori dell'unione dei principati radunarono in città una manifestazione di molte migliaia di persone. La gente fu attratta dal parlamento valacco sotto la guida del deputato Vasile Boerescu e la votazione si svolse in condizioni difficili. I manifestanti chiesero di eleggere Cuza, che era già stato eletto in Moldavia, come governatore. I membri dell'assemblea nazionale temevano rappresaglie fisiche e anche Borescu argomentò a favore dell'elezione di Cuza. Sottolineò che la Convenzione di Parigi non vietava l'elezione dello stesso monarca in una sola volta in Valacchia e Moldavia. Lo stesso giorno Cuza fu eletto e proclamato sovrano della Valacchia. Salì al trono del Principato moldavo il 17 marzo dello stesso anno.
Il giorno dell'elezione del sovrano in Valacchia, si diffusero le rivolte che coincisero con le azioni anti-boiarde dei contadini. In alcune regioni del paese iniziarono delle rivolte spontanee e le truppe furono utilizzate per sopprimerle.
Francia e Gran Bretagna non si aspettavano un simile esito delle elezioni poiché speravano di mettere un monarca a loro fedele sui troni di entrambi i principati; pertanto la doppia elezione di Cuza non risultava redditizia. L'Impero ottomano, la Gran Bretagna, la Francia e l'Austria-Ungheria rifiutarono di riconoscere le elezioni come legittime. Le truppe turche iniziarono ad essere attirate al confine rumeno, alla sponda meridionale del Danubio e alla Dobrugia. Seguendo le truppe turche al confine rumeno, quelle austriache si unirono. Il neocostituito Stato fu quindi minacciato da un doppio intervento. La Francia moderata esortò l'Austria-Ungheria e la Turchia ad astenersi dall'azione militare e lo stesso fece l'Impero russo, che trasse vantaggio dall'indebolimento delle posizioni turche, francesi e britanniche nella regione. L'Austria-Ungheria, per il timore che la fusione di Moldavia e Valacchia potesse servire da esempio dilagante per i romeni di Transilvania, e uscendo sconfitta nella guerra austro-italo-francese, non poté agire attivamente contro la doppia elezione di Cuza. Allo stesso tempo, il Principato Unito si stava preparando alla guerra. La guerra fu evitata grazie all'intervento diplomatico di Russia e Francia. Nonostante ciò, nei due anni successivi intorno alla Romania permase una situazione di tensione.

## Conseguenze

### Formazione del nuovo Stato

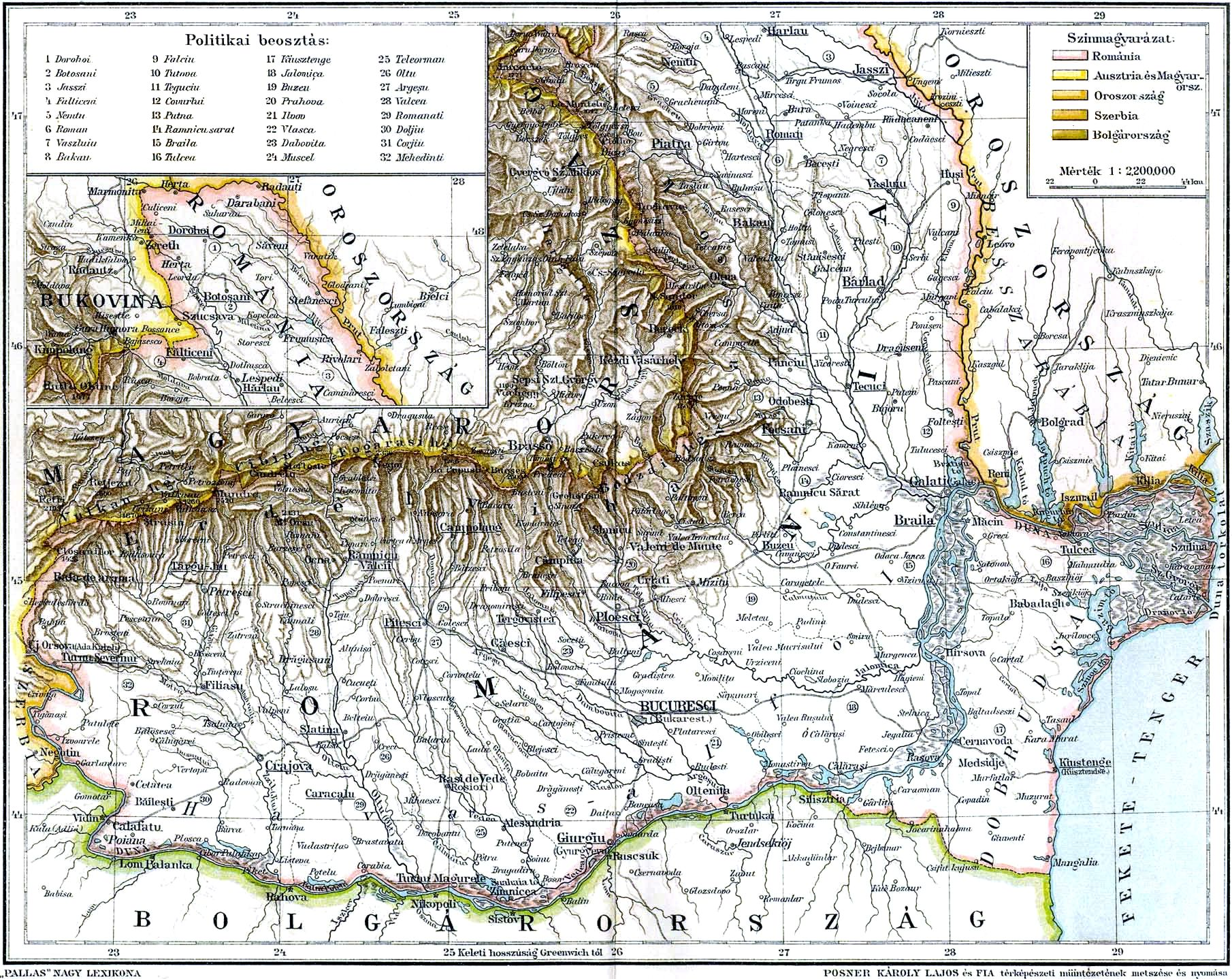
Mappa dei Principati Uniti di Valacchia e Moldavia

Dal 1859 al 1862 le elezioni del sovrano furono gradualmente riconosciute come legittime e venne completata la formazione dello stato rumeno. Nel 1861, l'Impero ottomano riconobbe l'esistenza del Principato Unito di Valacchia e Moldavia come loro vassallo. Tuttavia, ciò non comportò un miglioramento delle relazioni rumeno-turche. Nel 1862 ci fu un grande scandalo sulle armi che portò quasi a una guerra tra la Serbia e i Principati Uniti contro la Turchia. In futuro, scandali simili si sarebbero verificati più volte, e in particolare, per molto tempo rimase irrisolta la questione dei magazzini bulgari contenenti armi e munizioni sul territorio della Romania, utilizzati dalle milizie bulgare nella lotta contro l'Impero ottomano. Lo stato rumeno fu vassallo turco fino al 1877, quando dichiarò l'indipendenza e fu riconosciuto nei Trattati di Santo Stefano e di Berlino. Nel 1881, sulla base del Principati Uniti, si formò il Regno di Romania, guidato da Carlo I.
Successivamente, sulla base del regno, si formò la Repubblica Socialista di Romania e successivamente la Repubblica di Romania. L'unificazione dei Principati danubiani determinò conseguenze di vasta portata, poiché lo stato che sorse allora esiste tuttora, senza mai perdere la propria statualità. La creazione della Romania influenzò la situazione politica nella regione. Emerse un nuovo stato con cui fare i conti nella politica internazionale.

### Rilevanza socio-economica
L'unificazione dei principati rumeni diede impulso allo sviluppo dell'economia. I denari dall'Europa si riversarono nell'economia del nuovo stato. Grazie agli investimenti, lo sviluppo delle relazioni capitaliste accelerò e nel 1863, già nel Principato Unito di Valacchia e Moldavia, c'erano già 7849 imprese industriali e 30.000 imprese commerciali.

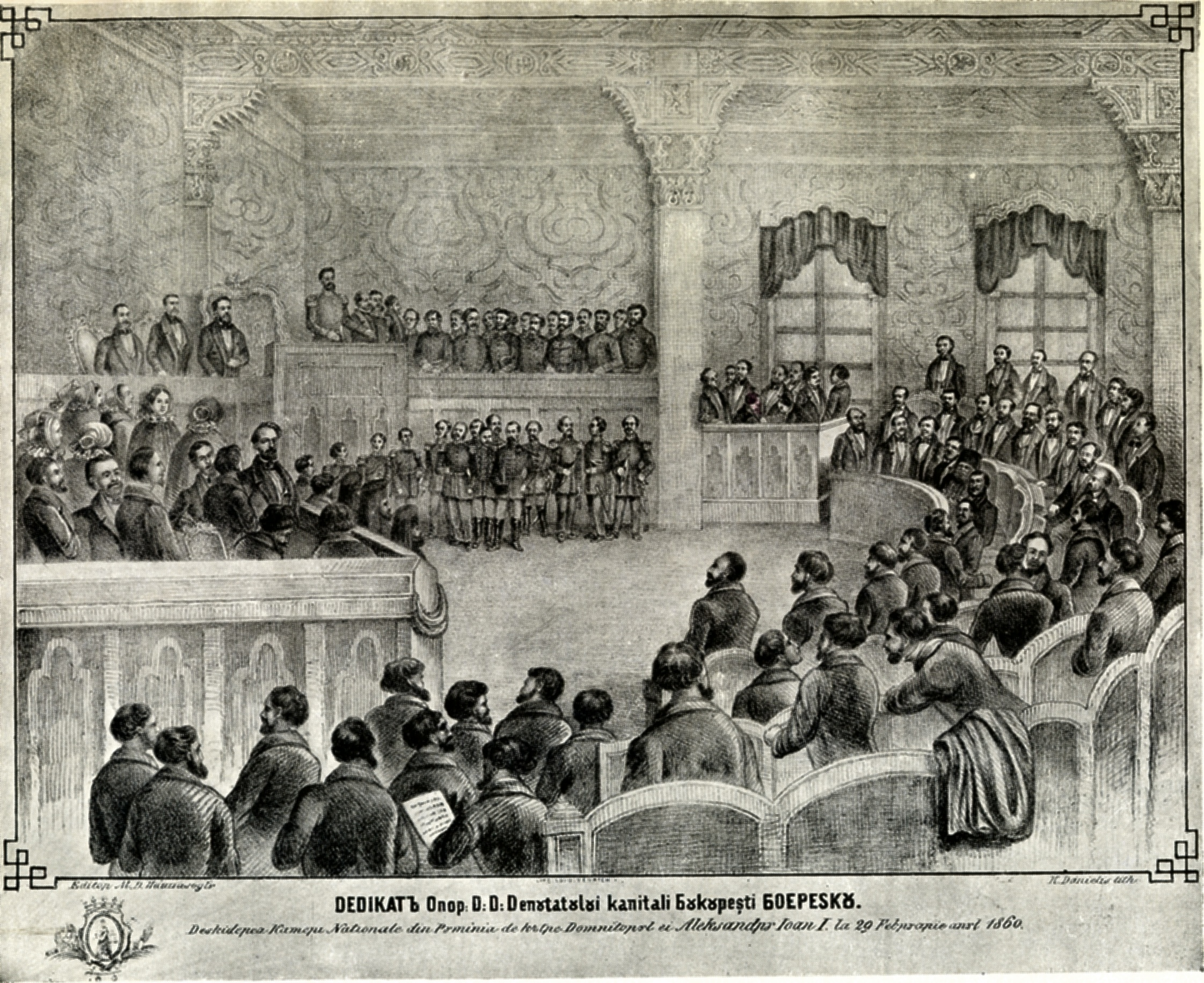
La prima riunione dell'Assemblea nazionale del Principato Unito di Valacchia e Moldavia

Come risultato dell'unificazione di Valacchia e Moldavia, i liberali guidati da Alexandru Cuza salirono al potere nel nuovo stato. Inoltre, la creazione di uno stato nazionale rumeno permise al nuovo governo di concentrarsi sulla costruzione di una nuova società e iniziò la lotta con i boiardi di mentalità conservatrice.
Il problema principale del nuovo stato divenne in parte la servitù della gleba e la corvée. Lo stato aveva bisogno di una forza lavoro, ma la maggior parte della popolazione abile era impiegata nei campi. Ciò ostacolò lo sviluppo dell'industria, e la conseguente sovrapproduzione di materie prime costringeva lo stato a venderle all'estero. Ciò trasformò il Principato Unito in un'appendice di materie prime dell'Europa industrializzata. Cuza lanciò una lotta politica contro i boiardi, mentre venivano attuate le riforme liberal-democratiche. Sotto Cuza furono creati nuovi organi di governo, in particolare fu istituita la posizione di domnitor e fu convocato un unico parlamento per entrambi i principati: l'Assemblea Nazionale. L'attuazione di riforme liberali permise di avvicinare lo stato ai paesi sviluppati dell'Occidente. La Romania intraprese un lungo percorso di uno stabile sviluppo.
Inoltre, la vittoria degli unionisti si riflesse nello sviluppo della cultura rumena . Dopo l'unificazione, Moldavia e Valacchia poterono combattere insieme contro l'Impero ottomano, in particolare contro la pressione culturale della Turchia. Il livello di censura si abbassò e apparvero le condizioni per la formazione del teatro rumeno. Così, negli anni successivi, iniziarono ad apparire nel Principato Unito nuovi periodici. Lo sviluppo della cultura dopo l'unione dei principati influenzò fortemente lo sviluppo e la storia della vicina Transilvania, così come la cultura della Romania moderna nel suo insieme.

## Riflessioni nella storiografia romena

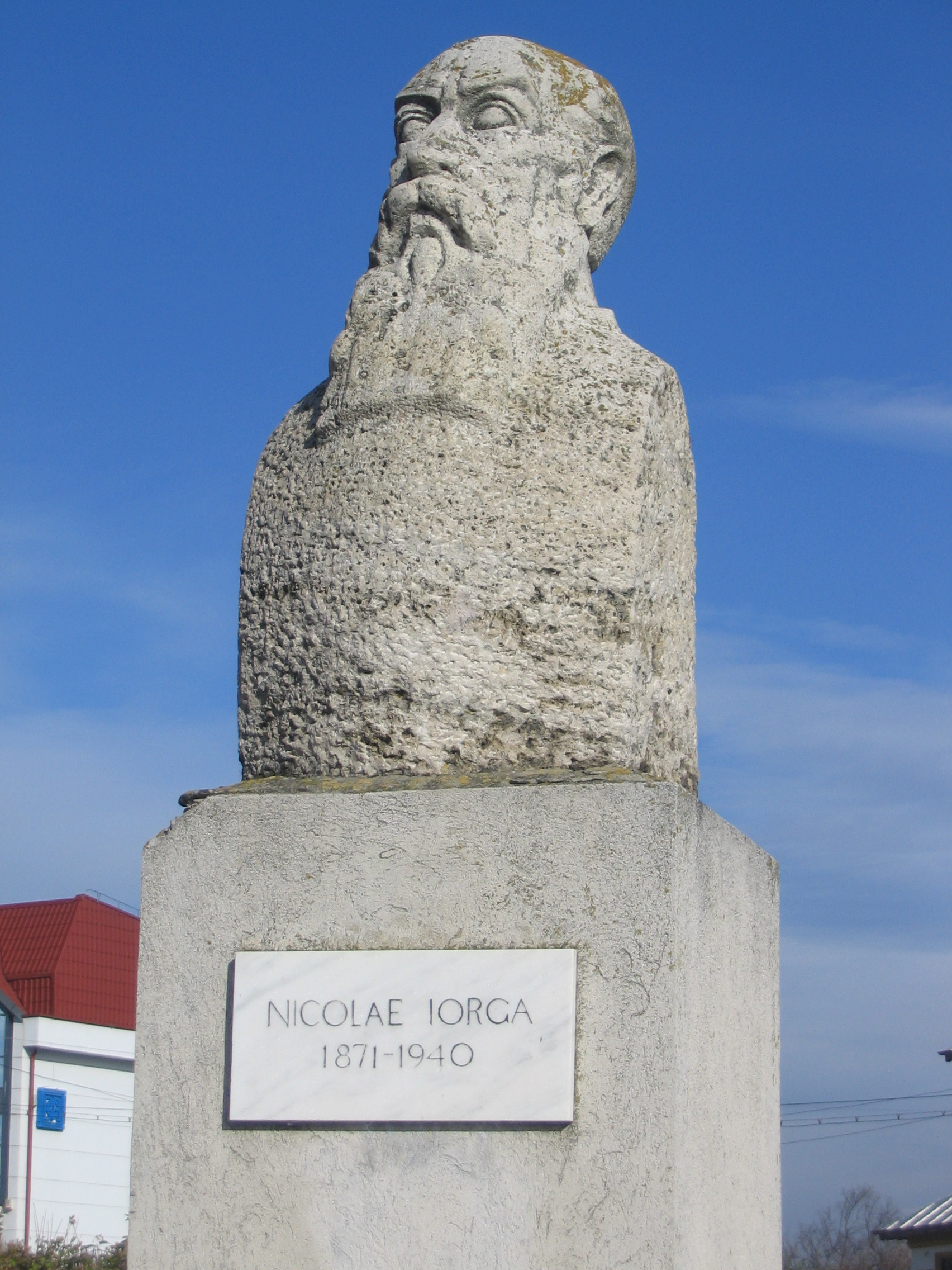
Monumento a Nicolae Iorga

L'unificazione dei principati danubiani nel 1859 ricette un'attenzione particolare nella storiografia romena. Già alla fine del XIX secolo iniziarono ad apparire opere dedicate a questo evento. Uno dei primi fu "Atti e documenti sulla storia della rinascita della Romania" in dieci volumi (1889-1909). Allo stesso tempo, furono pubblicati i lavori di Nicolae Iorga e Xenopol "Storia dei partiti politici in Romania" (1910) e il nono volume della "Storia dei rumeni" (1938). All'inizio del XX secolo, dopo la creazione della Grande Romania, l'interesse per l'unificazione dei principati si perse.
Solo nel 1959, nel centenario dell'unificazione della Valacchia e della Moldavia in un unico stato, iniziarono ad apparire nuove opere di storici. Si tratta di "Documenti relativi all'Unità dei Principati" (1959-1963), elaborati e pubblicati con il contributo dell'Istituto di Storia "Nicolae Iorga" dell'Accademia delle Scienze della RSR. Nel 1960 fu pubblicato un volume speciale "Ricerca sull'unione dei Principati", in cui furono raccolti tutti i lavori scientifici e gli articoli giornalistici dedicati allo studio del movimento nazionale rumeno. L'unificazione dei principati danubiani fu dedicata anche al IV volume della "Storia della Romania", pubblicato nello stesso anno.

## Letteratura

### In russo
- Очерки политической истории Румынии (1859—1944). — Кишинёв, 1985.
- Краткая история Румынии. С древнейших времён до наших дней / В. П. Виноградов, Т. М. Исламов, В. И. Потапов. — М.: Наука, 1987.
- Березняков Н. В. Революционное и национально-освободительное движение в Дунайских княжествах в 1848—1849 гг. — Кишинёв, 1955.

### in romeno
- Istoria Poporului Român — Biblioteca de Istorie. — Editura Ştiinţifică, 1970.
- Vlad Georgescu. Istoria ideilor politice româneşti (1369-1878). — Munich, 1987.
- Neagu Djuvara. Între Orient şi Occident. Ţările române la începutul epocii moderne. — București, 1995.